# Pseudoharpax virescens
Pseudoharpax virescens är en bönsyrseart som beskrevs av Jean Guillaume Audinet Serville 1839. Pseudoharpax virescens ingår i släktet Pseudoharpax och familjen Hymenopodidae.

## Underarter
Arten delas in i följande underarter:
- P. v. centralis
- P. v. virescens

## Bildgalleri

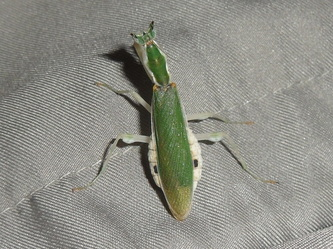
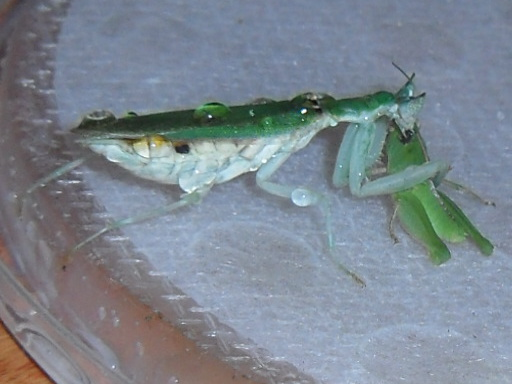
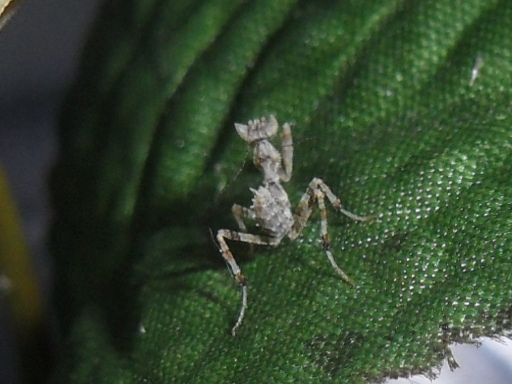
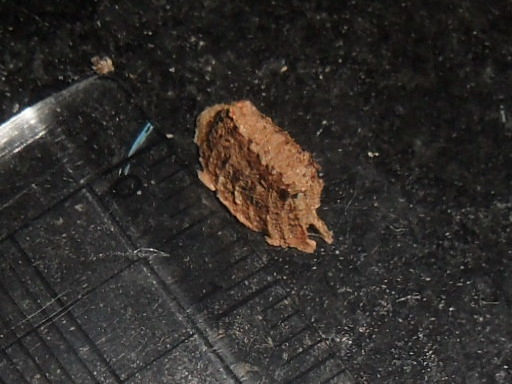
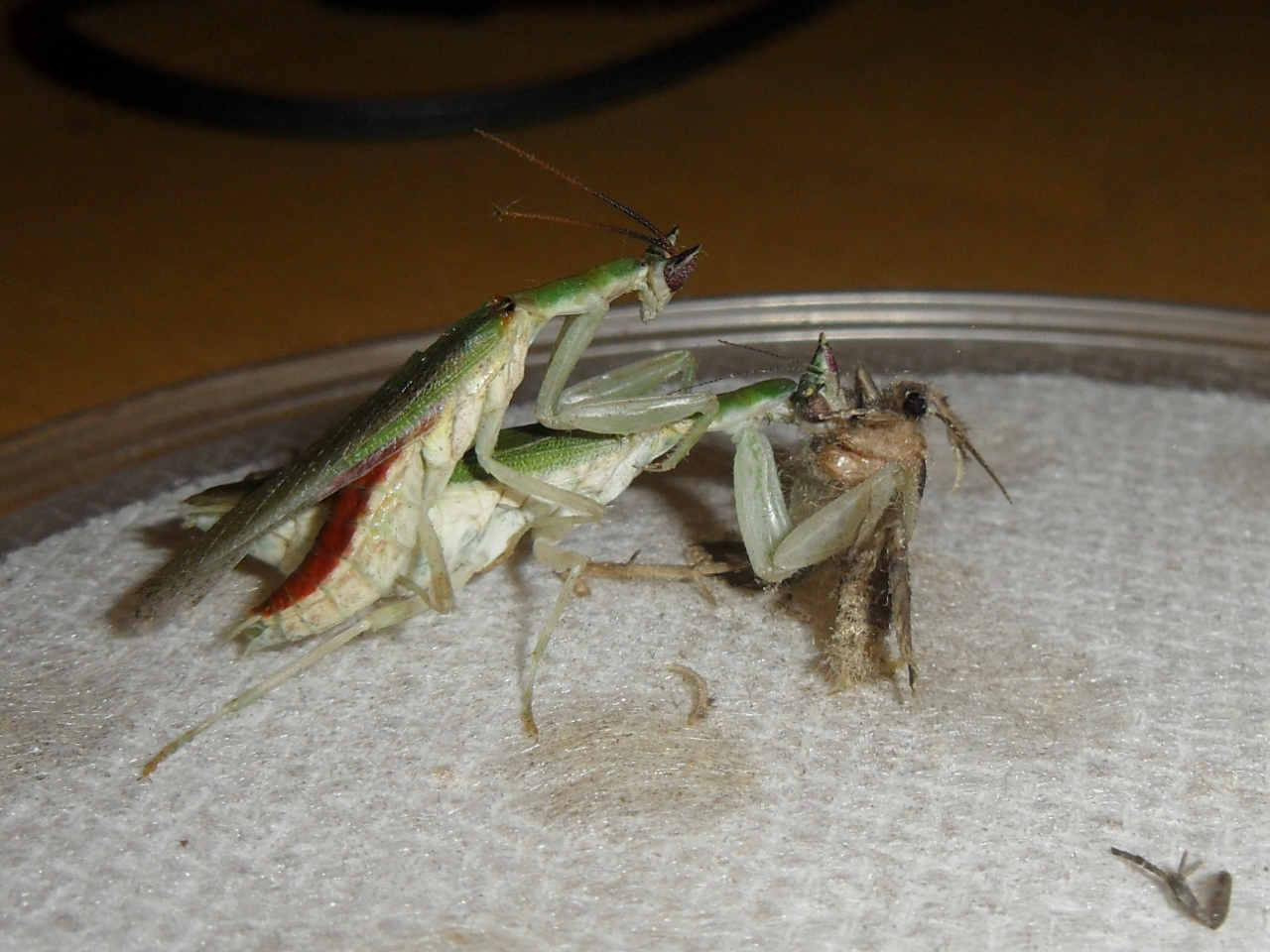
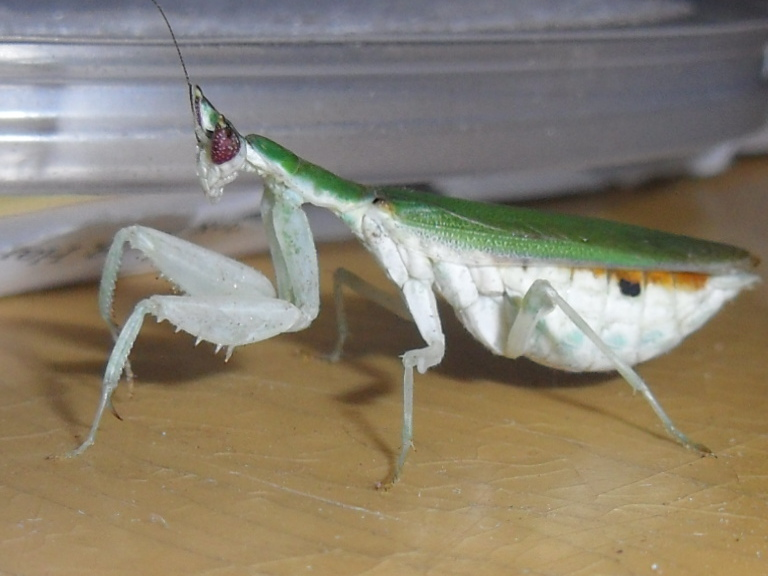